# Ksantometr
Ksantometr – rodzaj przyrządu pomiarowego, który służy do określania koloru powierzchni morza. Kolor powierzchni morza zależy głównie od oświetlenia, składu chemicznego wody oraz rodzaju dna morza.
Ksantometr składa się z 21 kolorowych probówek, które są zabarwione według skali Forela-Uhle'a.